# Babin Potok (Prokuplje)
Babin Potok (em cirílico: Бабин Поток) é uma vila da Sérvia localizada no município de Prokuplje, pertencente ao distrito de Toplica, na região de Toplica. A sua população era de 617 habitantes segundo o censo de 2011.

## Demografia
| 1948 | 1953 | 1961 | 1971 | 1981 | 1991 | 2002 | 2011 |
| ---- | ---- | ---- | ---- | ---- | ---- | ---- | ---- |
| 536  | 594  | 633  | 645  | 655  | 686  | 674  | 617  |